# Gorožane
Gorožane (Горожане) è un film del 1975 diretto da Vladimir Abramovič Rogovoj.

## Trama
Il film racconta di un bravo e rispettabile tassista che incontra ogni giorno nuove persone. Alcune persone gli portano gioia, altre portano problemi.